# 흰발족제비여우원숭이
흰발족제비여우원숭이(Lepilemur leucopus)는 족제비여우원숭이과에 속하는 여우원숭이의 일종이다. 원 서식지는 마다가스카르이다. 이 종의 자연 서식지는 아열대 또는 열대 기후 지역의 건조한 관목 지대이다. 서식지 감소로 위협을 받고 있다.